# Machov
Machov (deutsch Machau) ist ein Marktflecken in Tschechien. Er liegt elf Kilometer nordöstlich von Náchod und gehört zum Okres Náchod. Seit dem Ende des Zweiten Weltkriegs 1945 liegt er an der Grenze zu Polen.

## Geographie

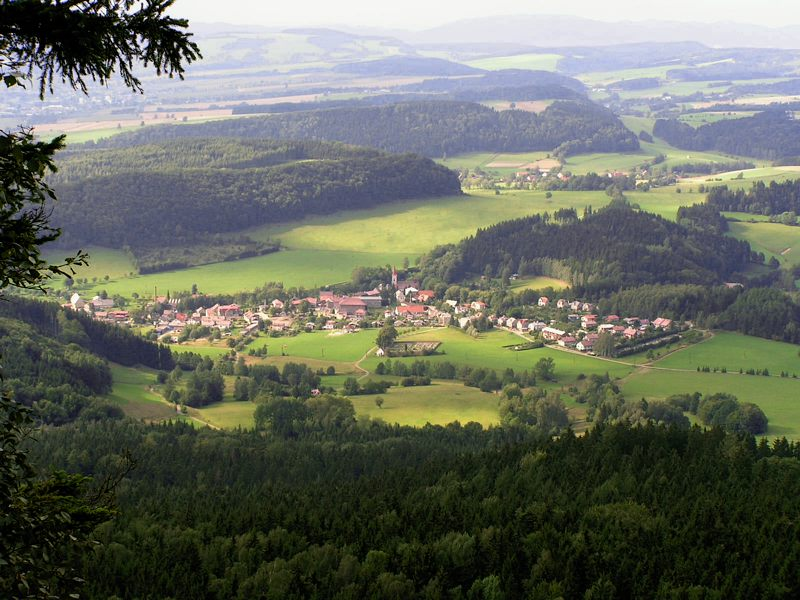
Machov

Machov befindet sich zwischen dem Falkengebirge und dem Heuscheuergebirge im Tal des Flusses Židovka. Nordöstlich erhebt sich der Signál (708 m). Östlich von Machov befinden sich der touristische Grenzübergang Machovská Lhota – Ostra Góra sowie der Wanderübergang Machovský kříž – Pasterska Góra. Jenseits der Grenze zu Polen liegen im Osten die Kleine Heuscheuer (Szczeliniec Mały, 895 m) und die Große Heuscheuer (Szczeliniec Wielki, 919 m) und südöstlich das Felsgebiet Wilde Löcher (Błędne Skały, 852 m).
Nachbarorte sind Bělý (Bieley) im Norden, Řeřišný (Brunnkress) und Božanov (Barzdorf) im Nordosten, Pasterka (Passendorf) im Osten, Machovská Lhota (Lhota Möhlten) und Ostra Góra (Nauseney) im Südosten, Bukowina Kłodzka (Bukowine), Pstrążna (Straußeney) und Závrchy im Süden, Sedmákovice und Vysoká Srbská (Hochsichel) im Südwesten, Nízká Srbská (Niedersichel) im Westen sowie Bezděkov nad Metují (Bösig an der Mettau) im Nordwesten.

## Geschichte
Machov wurde in der ersten Hälfte des 13. Jahrhunderts gegründet. Es gehörte zum altböhmischen Kreis Königgrätz und war im Besitz der Vladiken des Adersbacher Zweiges der Berka von Dubá. Es bildete den Mittelpunkt einer Herrschaft, zu der neben Machau auch Tscherbeney sowie die Enklaven Zbečník (Sbetschnik) und Rokytník (Roketnik) gehörten.
Die erste urkundliche Erwähnung datiert von 1354, als der Pfarrer von Machau den Pfarrer der Nachbarpfarrei Tscherbeney in sein Amt einführte. Deshalb ist für dieses Jahr die Existenz eines Pfarrsprengels, das zum ostböhmischen Dekanat Dobruška gehörte, sowie einer Holzkirche überliefert. 1405 gelangte Machau an die Herrschaft Nachod, wobei die Grenze zu den Besitzungen des Benediktinerklosters in Police nad Metují die Židovka bildete, die im Jahre 1213 als Stekelnice und 1254 als flumen Zürbcsca bzw. Srpská und deutsch Sichler Bach bezeichnet wurde. Während es vor den Hussitenkriegen als Dorf bezeichnet wurde, ist für das Jahr 1465 die Bezeichnung „oppidum“ (Städtchen) belegt. Durch seine geographische Lage und die gemeinsame Zugehörigkeit zur Herrschaft Nachod hatte Machov starke wirtschaftliche und familiäre Beziehungen zum Böhmischen Winkel. Nachdem dieser 1477 durch Herzog Heinrich d. Ä. in die benachbarte Herrschaft Hummel eingegliedert wurde, die er im selben Jahr in seine Grafschaft Glatz inkorporierte, grenzte Machau nun an diese.
1634 gelangte es zusammen mit der Herrschaft Nachod an den kaiserlichen General Ottavio Piccolomini. Nach dem Dreißigjährigen Krieg lebten in Machau lediglich 85 Einwohner. 1740 wurde die erste Schule eingerichtet, 1761 das Privileg als Marktflecken erneuert und vermutlich gleichzeitig das Wappen verliehen. Nachdem die Grafschaft Glatz 1763 an Preußen fiel, grenzte Machau nun an dieses, bzw. ab 1816 an den Landkreis Glatz. Während seiner Rundreise entlang der sächsischen und schlesischen Grenze, bei der er die Kampfstätten des Siebenjährigen Kriegs besuchte, erreichte Kaiser Joseph II. von Barzdorf kommend am 3. Juli 1766 Machau. Da er wegen schlechten Wetters die Reise erst am nächsten Tag fortsetzen konnte, übernachtete er beim Machauer Schulzen. 1892 erfolgte die Gründung der Freiwilligen Feuerwehr, 1910 der Bau einer Textilfabrik. 1920 wurde Machau elektrifiziert und 1924 eine städtische Schule eingerichtet. Ab den 1930er Jahren entwickelte sich Machau zu einem Wintersportort.
1949 wurden die rechtsseitig des Baches gelegenen Nachbardörfer Machovská Lhota und Nízká Srbská eingemeindet. 1961 kam noch Bělý sowie Řeřišný hinzu. Im Jahre 2006 wurde der Status als Městys erneuert.

## Partnergemeinde
- Radków, Polen

## Gemeindegliederung
Der Městys Machov besteht aus den Ortsteilen und Katastralbezirken
- Bělý (Bieley) mit Řeřišný (Brunnkress)[9]
- Machov (Machau) mit Končiny und Záhoří
- Machovská Lhota (Lhota Mölten) mit Nad Horou (Oberhoran), Pod Horou (Unterhoran) und Nouzín
- Nízká Srbská (Niedersichel).

Grundsiedlungseinheiten sind Bělý, Machov, Machovská Lhota, Nízká Srbská und Řeřišný.

## Sehenswürdigkeiten
- Die Kirche St. Wenzel wurde 1675 als Stiftung des Grundherrn Laurentius Piccolomini an der Stelle eines seit 1354 belegbaren hölzernen Vorgängerbaus errichtet. Die Altäre im Stil der Neorenaissance stammen aus dem Ende des 19. Jahrhunderts. Das Gemälde des Hauptaltars schuf der Maler Wilhelm Kandler. Die Skulpturen der Heiligen Wenzel, Ludmilla, Johannes von Nepomuk und Maria-Rosenkranz lieferte die Firma Josef Runggaldier aus Gröden, die Orgel die Firma Amand Hanisch aus Reichenau. Den Kreuzweg nach Vorlagen von Joseph von Führich lieferte die Wiener Firma Zambach & Müller.
- Das Pfarrhaus mit dem Wappen der Braunauer Äbte wurde 1786 errichtet und 1870 umgebaut.
- Die barocke Mariensäule mit dem Wappen der Piccolomini auf dem Markt schuf 1761 der Bildhauer Bartholomäus Henrich.
- Das Baumdenkmal „Šrůtkova lípa“ ist eine etwa 500-jährige und 24 m hohe Linde mit einem Stammumfang von 6,88 m.

## Söhne und Töchter des Ortes
- Jindřich Sitte (1888–1951), Pädagoge und Landschaftsmaler, geboren in Bělý
- Václav Foglar (1916–1948), tschechoslowakischer Pilot in der Royal Air Force und in Diensten der Exilregierung Edvard Beneš.